# エドワード川
エドワード川（エドワードがわ、Edward River）は、オーストラリアのニューサウスウェールズ州のリヴェリナ地区の南西を流れる川である。マレー川の分支流の一つ。マレー川はオーストラリアで最も長い川である。
エドワード川はピクニック・ポイントから始まり、ワコール川と接川し、マレー川と合流する。
沿岸の氾濫原に生えるウェライ州立森林を含むニュー・サウス・ウェールズ州中央マレー森林にある水域と湿地はキガオミツスイ、オーストラリアサンカノゴイ、オトメインコ、Craterocephalus fluviatilis、トラウトコッドなどの生息地で、タマシギ、ブロンズトキ、オニアジサシ、シロハラウミワシなどの渡り鳥の渡来地でもある。2003年にラムサール条約登録地となった。